# Amigne

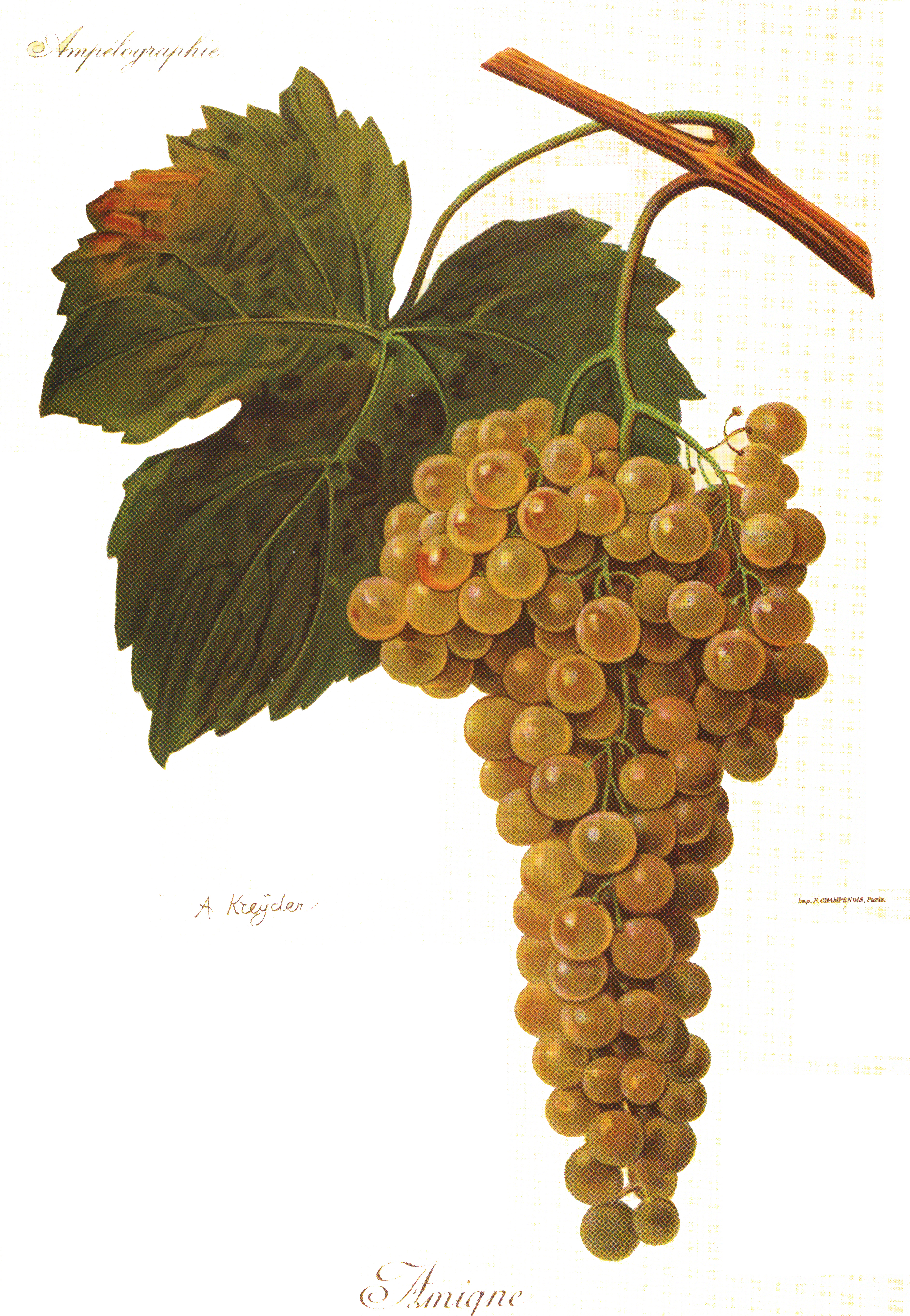
Amigne

De Amigne (Zwitserland) is een witte druivensoort. De druif wordt gebruikt voor het maken van witte wijn. De druif wordt aangebouwd in het kanton Wallis en van de totale hoeveelheid van 40 hectare bevindt zich 30 hectare in de gemeente Vétroz.

## Afkomst
DNA-analyse heeft uitgewezen dat de druivensoort niet verwant is met een andere soort druif. Vroeger werd ervan uitgegaan dat de druif afstamt van de Vitis Aminea en eigenschappen had die de druif deden lijken op de Trebbiano en de Greco di Tufo.

## Kenmerken
De scheut is beige met violette knopen en groeit snel. De Amigne heeft middelgrote tot grote bladeren, rond en licht ingesneden aan de rand. De bladeren zijn fluweelachtig aan de onderzijde en de randen zijn licht gekeerd richting de scheut. De onderste bladeren van de wijnstok verkleuren zich geel vanaf de rand, vanaf de rijping. De Amigne rijpt ongeveer drie weken na de Chasselas, de druif die vooral in de omgeving van de Amigne wordt verbouwd. De druif is erg gevoelig voor vruchtverlies en voor onvolkomen ontwikkeling van de druif. De druif is middelgroot tot groot, ovaal en langwerpig, met een losse tros. De tros heeft een lange steel en de kleur van de druiven is groen-goudkleurig. De druivensoort heeft een hoge opbrengst.

## Wijn
De wijn gemaakt van deze druif is rijk en krachtig, droog, licht zoet of edelzoet. De geur heeft accenten van gekonfijte abrikozen en mandarijn. De wijn is op zijn hoogtepunt na 5 tot 10 jaar lageren.

## Synoniemen
- Amigne Blanche[3]
- Amique